# Бейлербей
За двореца в Истанбул вижте Бейлербей (дворец).
Бейлербей (на турски: Beylerbeyi – бей на бейовете, военачалник на военачалниците), или беглербег, е титла в държавата на Сефевидите и в Османската империя, използвана първоначално за военачалник, а по-късно за административен управител.
Титлата е използвана в смисъла ѝ на главнокомандващ още от периода на ранната Османска държава при управлението на султан Осман I. За пръв път в нея се включва и административна функция на управител при управлението на Мурад I, когато в хода на османското завоевание на Балканите е основано бейлербейството Румелия, поверено на Лала Шахин. По-късно при наследника на Мурад Баязид I е създадено и бейлербейството Анадол.
Бейлербеят има право да дава в ленно владение малки участъци и е отговорен на местно ниво единствено пред кадията. От края на 16 век бейлербействата са трансформирани в еялети.